# Non è mai Passato (film)
Non è mai Passato 2018-ban bemutatott olasz fantasyfilm, rendezője Christian Orlandi.

## Cselekmény
Egy átlagos fiatal fiú, Ludovico megtudja, hogy jelenlegi élete egy korábbi élet folytatása, egy reinkarnáció, amely a Napóleoni háborúk idején zajlott. Megtudja, hogy milyen feladatot kell teljesítenie, és 2018-ból hirtelen 1815-ben találja magát, ahol előző életében élt.

## Szereplők
- Christian Orlandi (Ludovico)
- Alessandro Nannini (Michele)
- Giacomo Laudato (Lorenzo)
- Luigi Giannattasio (Történelem professzora)
- Luca Lasiu (Számítógépes szakértő)
- Nicola Maraviglia (Ludovico barátja)
- Riccardo Maetzke (Múzeum alkalmazottja)